# Večernji list
Večernji list (deutsch Abendblatt) ist eine kroatischsprachige Tageszeitung aus Zagreb. Der Večernjak, wie die Zeitung umgangssprachlich genannt wird, gehört zu den meistgelesenen Zeitungen in Kroatien und wird auch von vielen Kroaten in ganz Europa gelesen. Die politische Ausrichtung der Zeitung ist konservativ.

## Geschichte
Nach der Zusammenlegung der beiden Tageszeitungen Narodni list (deutsch Volksblatt) und Večernji vjesnik (deutsch Abendkurier) erschien die erste Ausgabe des Večernji list am 1. Juli 1959.
1990 war Večernji list politisch Mitte-rechts einzuordnen. 1998 verlor die Zeitung mit dem Aufkommen der Tageszeitung Jutarnji list an Leserschaft. 2000 wurde sie vom österreichischen Medienkonzern Styria Medien AG, die sich seither am kroatischen Markt beteiligt (siehe 24 sata), übernommen. Die österreichische Styria Media Group ist eine Aktiengesellschaft der „Katholische Medien Verein Privatstiftung“, die vom gleichnamigen Verein getragen wird.

## Verliehene Auszeichnungen
Seit 2006 vergibt die Zeitung jährlich den Preis Večernjakova domovnica an im Ausland lebende Kroaten in den Kategorien „Sportler“, „Schauspieler und Regisseure“, „Musik“, „Showbizz“ und „Kroatischer Verband“. Die Preise werden im Rahmen eines Galaabends im Kurhaus Bad Homburg verliehen.
2021 stellte die Redaktion der Zeitung in Zusammenarbeit mit der kroatischen Kunstakademie (Akademija likovnih umjetnosti u Zagrebu) eine Liste von 38 Kroaten zusammen, die den größten Beitrag zur Geschichte und Kultur der Welt geleistet haben sollen. Zu den derart Gewürdigten gehören unter anderem Marco Polo, Papst Sixtus V., Rudolf Steiner und Nikola Tesla.